# 努纳皮丘克 (阿拉斯加州)
努纳皮丘克（英語：Nunapitchuk），是美国阿拉斯加州的一座城市。该市的人口在2010年有496人。人口在阿拉斯加州排行第57。